# Turbo excellens
Turbo excellens is een slakkensoort uit de familie van de Turbinidae. De wetenschappelijke naam van de soort is voor het eerst geldig gepubliceerd in 1914 door G. B. Sowerby III.